# 平阳路 (太原市)
太原市平阳路，是太原市的一条主要道路，沿线及周边有太原高新技术产业开发区等。
曾用名新建南路（南段），该路历史悠久，早在隋末已有，明清时又是太原府的官道，沿称东官道。
20世纪50年代初，在原官道基础上进行了扩建，成为新建南路向南延伸部分。1958年太原市人民政府命名为新建南路（南段）。1982年9月，以山西省内地名（临汾市之古称）命名为平阳路。